# Список эпизодов телесериала «Миранда»
Список серий британского телесериала «Миранда» о владелице магазинчика приколов. Премьера состоялась 9 ноября 2009 года.
Миранда — постоянное разочарование своей матери Пенни. Длинная и неуклюжая, она никогда не могла найти общий язык со своими подругами Тили и Фанни, не получается у неё и общение с мужчинами. К бизнесу у Миранды тоже не лежит душа, и её магазинчиком управляет подруга детства — Стиви. Мама Миранды отчаянно хочет выдать дочь замуж, но та не особо стремится под венец, если только за университетского друга Гари, который по возвращении из путешествия устраивается шеф-поваром в ресторане по соседству с магазинчиком Миранды, и в которого Миранда давно влюблена. Множество забавных ситуаций сопровождает день Миранды, будь она в своем магазинчике, на встрече со своими школьными подругами или же просто общается со своим предметом обожания.

## Обзор сезонов
| Сезон | Сезон         | Эпизоды | Оригинальная дата показа | Оригинальная дата показа |
| Сезон | Сезон         | Эпизоды | Премьера сезона          | Финал сезона             |
| ----- | ------------- | ------- | ------------------------ | ------------------------ |
|       | 1             | 6       | 9 ноября 2009            | 14 декабря 2009          |
|       | 2             | 6       | 15 ноября 2010           | 20 декабря 2010          |
|       | Спец. эпизоды | 4       | 25 декабря 2010          | 15 марта 2013            |
|       | 3             | 6       | 26 декабря 2012          | 28 января 2013           |
|       | Финал         | 2       | 25 декабря 2014          | 1 января 2015            |
|       | Спец. эпизод  | 1       | 1 января 2020            | 1 января 2020            |

## Список серий

### Сезон 1 (2009)
| № общий | № в сезоне | Название                                                            | Режиссёр      | Автор сценария                           | Дата премьеры   | Зрители в Великобритании (млн) |
| --- | ---------- | ------------------------------------------------------------------- | ------------- | ---------------------------------------- | --------------- | ------------------------------ |
| 1 | 1          | «Date» «Свидание»                                                   | Джульетта Мэй | Миранда Харт                             | 9 ноября 2009   | 2.63                           |
| Миранда неожиданно встречает свою университетскую любовь — Гари. В жизни Миранды появляется новая важная дата — дата свидания. К сожалению, встреча оказывается весьма неудачной, и они решают встретиться на следующий день. Однако недоразумение с участием свадебного платья ещё сильнее усложняет их отношения.                                                                                             |            |                                                                     |               |                                          |                 |                                |
| 2 | 2          | «Teacher» «Учитель»                                                 | Джульетта Мэй | Миранда Харт и Ричард Херст              | 16 ноября 2009  | 2.76                           |
| Миранда соглашается стать запасной женой Гари. Чтобы заставить Гари посмотреть на неё в новом свете, Миранда решает начать ходить в вечернюю школу на уроки французского - языка любви. Пытаясь создать романтическую атмосферу, она предлагает Гари пойти на уроки танго. Тем не менее все романтические моменты между ними приводят к разногласиям.                                                           |            |                                                                     |               |                                          |                 |                                |
| 3 | 3          | «Job» «Работа»                                                      | Джульетта Мэй | Миранда Харт и Джеймс Кэри               | 23 ноября 2009  | 2.61                           |
| Мама снова напоминает Миранде, что ей стоит подыскать более престижную работу. Однако родные и близкие не верят в успех Миранды. В отместку она пытается найти работу, которая бы впечатлила всех. Очередное начинание Миранды оканчивается весьма неожиданным образом. |            |                                                                     |               |                                          |                 |                                |
| 4 | 4          | «Mum's The Word aka Holiday» «Ни слова об этом, или Отпуск»         | Джульетта Мэй | Миранда Харт, Джеймс Кэри и Ричард Херст | 30 ноября 2009  | 3.14                           |
| Миранда снова бросает вызов своим друзьям и близким, отправляясь в невероятное путешествие по Таиланду. Однако на поездку в Таиланд она так и не решается, поселившись в гостинице по соседству со своим магазином. |            |                                                                     |               |                                          |                 |                                |
| 5 | 5          | «Let It Out aka Excuse» «Освободите её, или Отговорка (Оправдание)» | Джульетта Мэй | Миранда Харт и Джеймс Кэри               | 7 декабря 2009  | 2.43                           |
| Приходит время ежегодной маминой вечеринки на День святого Валентина. Миранда пытается любыми способами избавить себя от такого времяпрепровождения, ведь на каждой вечеринке мама пытается выдать дочь замуж. Миранда решается соврать матери, сказав, что её уже пригласили на свидание. Однако вскоре Миранду действительно приглашают на свидание. Однако встреча с «Красавчиком» не сулит ничего хорошего. |            |                                                                     |               |                                          |                 |                                |
| 6 | 6          | «Dog» «Собака»                                                      | Джульетта Мэй | Миранда Харт и Ричард Херст              | 14 декабря 2009 | 2.73                           |
| Стиви находит мужской бумажник, а вместе с ним и новые проблемы для себя и Миранды. Между девушками затеваются нешуточные бои, ведь парень, потерявший бумажник, само совершенство. Кроме того, Миранда снова попадает в неловкую ситуацию, но Гари уже готов помочь. |            |                                                                     |               |                                          |                 |                                |

### Сезон 2 (2010)
| № общий | № в сезоне | Название                                      | Режиссёр      | Автор сценария                                                                                   | Дата премьеры   | Зрители в Великобритании (млн) |
| --- | ---------- | --------------------------------------------- | ------------- | ------------------------------------------------------------------------------------------------ | --------------- | ------------------------------ |
| 7 | 1          | «The New Me» «Новая я»                        | Джульетта Мэй | Миранда Харт, Тони Рош, Джорджия Притчетт, Пол Пауэлл, Джеймс Кэри, Ричард Херст и Пол Керенса   | 15 ноября 2010  | 3.19                           |
| Миранда начинает новую жизнь. Новая одежда, новая прическа, новый шеф-повар в ресторане, в которого по уши влюбляется Миранда. Но она не может забыть Гари. К тому же, родители Миранды временно разошлись и мать поселилась в её квартире, ещё больше усложняя дочери жизнь. |            |                                               |               |                                                                                                  |                 |                                |
| 8 | 2          | «Before I Die» «Если я умру»                  | Джульетта Мэй | Миранда Харт, Джеймс Кэри, Ричард Херст, Пол Пауэлл, Пол Керенса, Джейсон Хэзели и Джоэль Моррис | 22 ноября 2010  | 3.37                           |
| Миранду застало врасплох неожиданное известие — умер один из её родственников, и ей придется сказать прощальные слова на его похоронах. Миранда всерьез задумывается о том, что же она оставит после себя, когда уйдет на «тот свет». Произнося речь, Миранда встревожена не на шутку, ведь необходимо столько всего рассказать. Однако её мучает один вопрос — кто же из её родственников покинул этот мир? Печальное событие превращается в игру «Угадай родственника». Кроме того, Миранда всерьез решает «творить добро», в результате чего страдают невинные люди. |            |                                               |               |                                                                                                  |                 |                                |
| 9 | 3          | «Let's Do It» «Давай сделаем это!»            | Джульетта Мэй | Миранда Харт, Саймон Дин, Пол Керенса, Ричард Херст, Джеймс Кэри и Пол Пауэлл                    | 29 ноября 2010  | 4.01                           |
| Отношения Миранды и Гари давно вышли за рамки дружеских, но, кажется, сама пара не хочет этого замечать. Клайв и Стиви решают взять ситуацию под свой контроль и отправить их на свидание. Однако не все идет так хорошо, как хотелось бы. К тому же, в Миранду неожиданно влюбился жених Тилли. |            |                                               |               |                                                                                                  |                 |                                |
| 10 | 4          | «A New Low» «Ниже плинтуса»                   | Джульетта Мэй | Миранда Харт, Пол Пауэлл, Джеймс Кэри, Ричард Херст и Пол Керенса                                | 6 декабря 2010  | 2.85                           |
| У Миранды и Стиви новая подруга — официантка Тамара. Попытка соответствовать своей молодой подруге заводит их дальше, чем они могли себе представить. Кроме этого, неожиданно вскрываются интересные подробности о жене Гари. |            |                                               |               |                                                                                                  |                 |                                |
| 11 | 5          | «Just Act Normal» «Веди себя нормально»       | Джульетта Мэй | Миранда Харт, Джеймс Кэри, Ричард Херст, Джорджия Притчетт, Пол Пауэлл и Пол Керенса             | 13 декабря 2010 | 3.19                           |
| Миранда оказывается втянутой в небольшой инцидент с полицией. Чтобы избежать наказания, ей приходиться прикинуться сумасшедшей и пойти на прием к психотерапевту, чтобы тот выдал такое заключение. Психотерапевту приходится нелегко, ведь Миранда изо всех сил старается быть нормальной. |            |                                               |               |                                                                                                  |                 |                                |
| 12 | 6          | «The Perfect Christmas» «Идеальное Рождество» | Джульетта Мэй | Миранда Харт, Джеймс Кэри, Ричард Херст, Пол Пауэлл, Пол Керенса, Уилл Инг, и Дэн Гастер         | 20 декабря 2010 | 4.70                           |
| Скоро Рождество, а у Миранды снова полно проблем. Служба доставки не может вовремя доставить ей подарки, которые она приготовила для друзей и родных. К тому же, празднование у матери обещает быть «веселым». Миранда отчаянно пытается отделаться от маминого праздника. Однако Пенни настаивает на своем, ведь «это так весело!». |            |                                               |               |                                                                                                  |                 |                                |

### Специальные эпизоды (2010—2013)
| Название | Режиссёр | Автор сценария | Дата премьеры   | Зрители в Великобритании (млн) |
| --- | -------- | -------------- | --------------- | ------------------------------ |
| «Victorian Christmas with Miranda Hart» «Викторианское Рождество с Мирандой Харт» | N/A      | Миранда Харт   | 25 декабря 2010 | н/д                            |
| Миранда Харт встречает Рождество в викторианском стиле. Специальный эпизод для Рождественской программы BBC |          |                |                 |                                |
| «Miranda's Pineapple Dance Studios» «Танцевальная студия Миранды „Ананас“» | N/A      | Миранда Харт   | 18 марта 2011   | 10.26                          |
| Миранду берут в «Pineapple Dance Studios». Её команда, состоящая из мамы, Стиви и Гари, встретится со знаменитой командой танцоров «JLS», чьим ПиАр-менеджером недавно стала Тилли, подруга Миранды по школе-интернату. Скетч для акции BBC «Comic Relief».                                                                                             |          |                |                 |                                |
| «Miranda Does Sport Relief» «Миранда делает спортивную разрядку» | N/A      | Миранда Харт   | 23 марта 2012   | 5.92                           |
| Стиви и Пенни отправляются в Королевский Альберт-холл для просмотра теннисного матча, в то время как Миранда полагает, что она принимает участие в «Proms». Миранду ошибочно принимают за мужчину и отправляют играть против Тима Хенмэна, после чего она удостаивается пылкого поцелуя от Горана Иванишевича. Скетч для акции BBC «Sport Relief 2012». |          |                |                 |                                |
| «Call the Midwife (One Born Every Minute)» «Вызовите акушерку (Один рождается каждую минуту)» | N/A      | Неизвестно     | 15 марта 2013   | н/д                            |
| В родильное отделение поступает новая пациентка. На помощь к ней приходят акушерки из телесериала «Вызовите акушерку» во главе с Мирандой. Ситуация усложняется, когда внезапно появляется Доктор. Скетч-кроссовер телесериалов «Вызовите акушерку», Миранда и Доктор Кто для акции BBC «Comic Relief 2013».                                            |          |                |                 |                                |

### Сезон 3 (2012—2013)
| № общий | № в сезоне | Название                                            | Режиссёр      | Автор сценария                                                                       | Дата премьеры   | Зрители в Великобритании (млн) |
| --- | ---------- | --------------------------------------------------- | ------------- | ------------------------------------------------------------------------------------ | --------------- | ------------------------------ |
| 13 | 1          | «It Was Panning» «Это была панорама!»               | Джульетта Мэй | Миранда Харт, Ричард Херст, Джорджия Притчетт, Пол Пауэлл, Пол Керенса и Джейсон Кук | 26 декабря 2012 | 11.55                          |
| Пенни угрожает лишить Миранду Рождества, если та не займется собой и не найдет приличную работу, ведь её бизнес снова под угрозой разорения. Дружба со Стиви трещит по швам, ещё больше осложняя их отношения с Гари. Ко всему прочему, Миранда случайно попадает не в самый приятный телевизионный сюжет. Но Миранда не отчаивается и находит выход из всех своих бед.  |            |                                                     |               |                                                                                      |                 |                                |
| 14 | 2          | «What a Surprise» «Вот так сюрприз!»                | Джульетта Мэй | Миранда Харт, Ричард Херст, Джорджия Притчетт, Пол Пауэлл, Пол Керенса и Джейсон Кук | 1 января 2013   | 10.47                          |
| У Гари новый роман. Однако Миранде тоже есть, чем похвастаться. Правда, это приводит к новым нелепым ситуациям. Ко всему прочему, Пенни начинает политическую карьеру, взяв в помощницы Тилли. К тому же, у Стиви намечается костюмированная вечеринка по случаю дня рождения.                                                                                           |            |                                                     |               |                                                                                      |                 |                                |
| 15 | 3          | «The Dinner Party» «Званый ужин»                    | Джульетта Мэй | Миранда Харт, Ричард Херст, Джорджия Притчетт, Пол Пауэлл, Пол Керенса и Джейсон Кук | 7 января 2013   | 8.84                           |
| Все обвиняют Миранду в том, что она не достаточно взрослая. Миранда решает измениться ради отношений. Естественно, ни к чему хорошему это не приводит. Но вопреки всему Миранда устраивает званый ужин для отца своего парня. |            |                                                     |               |                                                                                      |                 |                                |
| 16 | 4          | «Je Regret Nothing» «Ни о чем не жалею»             | Джульетта Мэй | Миранда Харт, Ричард Херст, Джорджия Притчетт, Пол Пауэлл, Пол Керенса и Роуз Хайни  | 14 января 2013  | 8.88                           |
| Мать Миранды заболела и на пять долгих дней поселилась в квартире дочери. Миранда всячески пытается ухаживать за больной матерью, исполняя все её прихоти и капризы. Миранда с ужасом понимает, что юность проходит, оставляя после себя миллионы сожалений и упущенных возможностей. Тилли решает ей помочь, становясь лайф-коучем, попутно сводя сума всех окружающих. |            |                                                     |               |                                                                                      |                 |                                |
| 17 | 5          | «Three Little Words» «Три маленьких слова»          | Джульетта Мэй | Миранда Харт, Ричард Херст, Джорджия Притчетт, Пол Пауэлл и Пол Керенса              | 21 января 2013  | 8.44                           |
| Миранда сталкивается с новой проблемой — она не может сказать Майку три важных слова. Попытки найти причину столько непонятного явления заставляют Миранду всерьез задуматься об их с Майком отношениях. |            |                                                     |               |                                                                                      |                 |                                |
| 18 | 6          | «A Brief Encounter» «Неожиданная схватка (Дилемма)» | Джульетта Мэй | Миранда Харт, Ричард Херст, Джорджия Притчетт, Пол Пауэлл и Пол Керенса              | 28 января 2013  | 8.70                           |
| Миранда призналась Гари в любви. Но что же чувствует он? Она боится отказа Гари и уже давно не выходит из своей квартиры, избегая встреч с ним. Пытаясь его забыть, она решает начать новую свободную жизнь «старой девы» и отправиться в путешествие, чтобы найти свой путь в жизни.                                                                                    |            |                                                     |               |                                                                                      |                 |                                |

### Финал (2014—2015)
| № общий | № в сезоне | Название                                    | Режиссёр      | Автор сценария | Дата премьеры   | Зрители в Великобритании (млн) |
| --- | ---------- | ------------------------------------------- | ------------- | -------------- | --------------- | ------------------------------ |
| 19 | 1          | «I Do, But To Who?» «Согласна, но за кого?» | Мэнди Флэтчер | Миранда Харт   | 25 декабря 2014 | 8.81                           |
| Миранде предстоит сделать самый важный в её жизни выбор. Оба её возлюбленных предложили ей свои руку и сердце. И когда, казалось бы, выбор сделан, ситуация решительным образом меняется.                                                              |            |                                             |               |                |                 |                                |
| 20 | 2          | «The Final Curtain» «Финальный занавес»     | Мэнди Флэтчер | Миранда Харт   | 1 января 2015   | 9.61                           |
| Миранда залечивает душевные раны от расставания с Гари. Пытаясь забыть возлюбленного и начать двигаться дальше, Миранда находит свой список того, что нужно успеть сделать до конца жизни. Друзья и близкие Миранды всерьёз обеспокоены её переменами. |            |                                             |               |                |                 |                                |

### Специальный выпуск (2020)
| Название                                                    | Режиссёр       | Автор сценария | Дата премьеры      | Зрители в Великобритании (млн) |
| ----------------------------------------------------------- | -------------- | -------------- | ------------------ | ------------------------------ |
| «My Such Fun Celebration» «Мой такой весёлый праздник»      | Барбара Уилшир | Миранда Харт   | 1 января 2020 года | N/A                            |
| Специальный музыкальный выпуск в честь десятилетия ситкома. |                |                |                    |                                |